# Kilómetro 40
Kilómetro 40 är en ort i Mexiko.   Den ligger i kommunen Acapulco de Juárez och delstaten Guerrero, i den södra delen av landet, 270 km söder om huvudstaden Mexico City. Kilómetro 40 ligger 410 meter över havet och antalet invånare är 1 085.
Terrängen runt Kilómetro 40 är kuperad. Runt Kilómetro 40 är det tätbefolkat, med 397 invånare per kvadratkilometer. Närmaste större samhälle är Kilómetro 30, 5,8 km söder om Kilómetro 40. I omgivningarna runt Kilómetro 40 växer huvudsakligen savannskog.